# Tapestry
Tapestry是一种基于Java的Web应用程序框架。Tapestry采用了组件的概念。程序员可以应用现有的组建或自定义应用程序相关的组建来构建应用程序。相对与现有的其他Web应用程序框架而言，应用Tapestry会让程序员从烦琐的，不必要的底层代码中解放出来。